# Курт Берґстрем
Курт Берґстрем (швед. Kurt Bergström, 23 липня 1891 — 20 листопада 1955) — шведський яхтсмен.
Срібний призер Олімпійських Ігор 1912 року в класі 12 метрів.